# Sergio Calderón
Sergio Calderón (21. července 1945 – 31. května 2023) byl americký herec mexického původu známý pro své role ve filmech: Piráti z Karibiku 3, Muži v černém 3, Fotři jsou lotři, Kopyto a další.

## Základní životopis
Sergio Calderón se narodil ve městě Coatlán del Río v mexickém státě Morelos. Když mu bylo deset let, přestěhoval se s rodinou do Mexico City. Studoval herectví v institutu Andrése Solera. Calderón rád hrál záporné postavy. Jeho manželkou byla Karen Dakinová s níž měl dvě děti: syna Patricka Calderón-Dakina a dceru Johannu Calderón-Dakinovou a vnoučata Krishnaavu, Emiliana a Victorii.

## Filmografie (výběr)
- Kapsy plné dynamitu
- Mstitelé
- Canoa
- Sanchezovy děti
- Blízcí příbuzní
- Kopyto
- Ve stínu vulkánu
- Velká vlaková loupež
- Přistěhovalec
- Muži v černém
- Ztracené
- Piráti z Karibiku: Na konci světa
- Ruiny
- Fotři jsou lotři
- Funny or Die uvádí...